# TT (canción)
«TT» (en hangul, 티티) es una canción grabada por la agrupación femenina Twice. Fue lanzada digitalmente el 20 de octubre de 2016 por JYP Entertainment, como sencillo promocional de su tercer extended play (EP) Twicecoaster: Lane 1. Esta canción ganó "Female Dance Performance" en los Seoul Music Awards de 2017, siendo premiadas con este premio por primera vez. El título "TT" refiere al emoticón usado para denotar tristeza o llanto.

## Antecedentes
El 10 de octubre de 2016, JYP Entertainment publicó una tabla de tiempo para el tercer extended play de Twice a través de su página oficial y redes sociales, que muestra el calendario de promoción del grupo a partir del 10 de octubre hasta el lanzamiento de su álbum el 24. Fue seguido por el lanzamiento del video de introducción, lista de temas y teasers de imágenes del álbum y grupal en los próximos días. Los días 17, 18 y 19 de octubre, las teasers individuales de cada miembro fueron lanzadas a la medianoche. El primer video teaser para el vídeo musical del sencillo principal fue lanzado el 20 de octubre, con un niño y una niña vestidos de Halloween. A continuación, fue seguido por la liberación del segundo video teaser para «TT» a la medianoche. También subieron imagen teaser de la coreografía de «TT» en su página de inicio. El álbum fue lanzado oficialmente al día siguiente. También fue lanzado como una descarga digital en varios portales de música.

## Vídeo musical
El video musical de la canción «TT» fue dirigido por Naive, el mismo equipo de producción detrás de los vídeos musicales de las canciones de Twice «Like OOH-AHH» y «Cheer Up». Ganó más de 5 millones de visitas en YouTube en menos de 24 horas desde su lanzamiento y estableció un nuevo récord en sólo 40 horas, convirtiéndolo en el video de un grupo de K-pop más rápido en alcanzar 10 millones de visitas. A continuación, rompió el récord del más rápido en llegar a 20 millones de visitas en 114 horas (4 días 18 horas).
En el video musical, los miembros mostraron diferentes personalidades y personajes famosos a través de cosplays con temas de Halloween: Jeongyeon y Momo retratan a Pinocho y Tinker Bell, respectivamente. Dahyun es el Conejo Blanco de las Aventuras de Alicia en el País de las Maravillas mientras que Sana es Sailor Moon. Chaeyoung es una sirena y Nayeon es una linda diabla. Mina es una pirata femenina que recuerda a Piratas del Caribe. Jihyo y Tzuyu tienen conceptos contrastantes; Jihyo es Elsa de Frozen con un largo vestido blanco mientras que Tzuyu es una misteriosa vampiresa que lleva un vestido transparente.

## Promoción
El 27 de octubre de 2016, Twice hizo su regreso en MCountdown en Jeju, que reunió a 10.000 aficionados locales e internacionales y fue transmitido en 13 países. Fue seguido por actuaciones en el episodio del 28 de octubre de Music Bank, Show! Music Core el 29 y The Show el 1 de noviembre donde ganaron su primer trofeo con «TT». El grupo también se presentó por primera vez desde su debut en Show Champion y también ganó el trofeo en el episodio del 2 de noviembre del programa. Su presentación final de regreso fue en el episodio del 6 de noviembre de Inkigayo. Twice presentó sus nuevas canciones «1 to 10» y «TT» para todos los escenarios del regreso.

## Cifras de venta
«TT» tuvo las mejores ventas de primera semana en 2016, vendiendo 333,958 copias digitales, batiendo su anterior récord con «Cheer Up». Eso hizo alcanzar el número 1 en el Gaon Digital Chart. A finales de noviembre, «TT» fue número 4 en el chart digital mensual, con un total de 401,225 ventas digitales y 28,468,976 millones de streams. En enero de 2017, la canción llegó a 1,208,906 de descargas en Corea del Sur.
El sencillo «TT» llegó al número 2 en el chart World Digital Songs de Billboard.
«TT» logró su primer Perfect All-Kill 2 días después de su lanzamiento, convirtiendo a TWICE en el único grupo de chicas en conseguir que dos canciones consiguieran un Perfect All-Kill en el mismo año, además, obtuvo un total de 91 Perfect All-Kill por hora. En MelOn, el sencillo consiguió más de 130,000 Me gusta en 2016, siendo el tercer lugar entre los grupos de chicas. También estuvo en el primer lugar de MelOn un total de 26 días en el año.
En noviembre de 2016 lograron la máxima puntuación en el ranking de reputación de marca de todos los tiempos en Corea del Sur.

## Posicionamiento
| Listas                                    | Posición |
| ----------------------------------------- | -------- |
| Corea del Sur (Gaon Weekly Single Chart)  | 1        |
| Corea del Sur (Gaon Monthly Single Chart) | 3        |
| US World Digital Songs (Billboard)        | 2        |
| US YouTube chart (Billboard)              | 7        |

### Listas Fin de Año
| Listas Fin de Año                             | Posición |
| --------------------------------------------- | -------- |
| South Korea - 2016 (Gaon Yearly Single Chart) | 33       |
| Japan Hot 100 - 2016 (Billboard)              | 15       |

### Ventas
| Listas                           | Ventas     |
| -------------------------------- | ---------- |
| South Korean Gaon Download Chart | 1 303 651+ |

## Premios
| Año  | Organismo que otorga los premios | Categoría                      | Resultado | Ref |
| ---- | -------------------------------- | ------------------------------ | --------- | --- |
| 2017 | Seoul Music Awards               | Female Dance Performance Award | Ganador   |     |
| 2017 | Gaon Chart Music Awards          | Song of the Year – October     | Ganador   |     |

## Premios de programas de música
| Año  | Fecha           | Programa de Música        |
| ---- | --------------- | ------------------------- |
| 2016 | 1 de noviembre  | The Show (SBS MTV)        |
| 2016 | 2 de noviembre  | Show Champion (MBC Music) |
| 2016 | 3 de noviembre  | M!Countdown (Mnet)        |
| 2016 | 4 de noviembre  | Music Bank (KBS)          |
| 2016 | 6 de noviembre  | Inkigayo (SBS)            |
| 2016 | 10 de noviembre | M!Countdown (Mnet)        |
| 2016 | 11 de noviembre | Music Bank (KBS)          |
| 2016 | 13 de noviembre | Inkigayo (SBS)            |
| 2016 | 18 de noviembre | Music Bank (KBS)          |
| 2016 | 20 de noviembre | Inkigayo (SBS)            |
| 2016 | 25 de noviembre | Music Bank (KBS)          |
| 2016 | 2 de diciembre  | Music Bank (KBS)          |
| 2017 | 6 de enero      | Music Bank (KBS)          |

## Historial de lanzamiento
| Región        | Fecha                 | Formato          | Distribuidor                |
| ------------- | --------------------- | ---------------- | --------------------------- |
| Corea del Sur | 24 de octubre de 2016 | Descarga digital | JYP Entertainment, KT Music |
| Global        | 24 de octubre de 2016 | Descarga digital | JYP Entertainment, KT Music |